# Костная мозоль

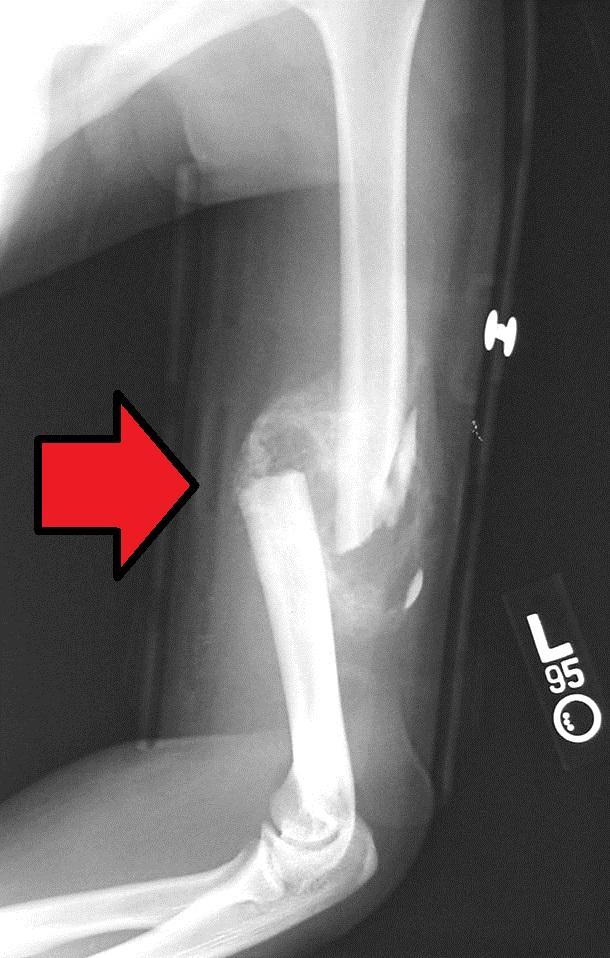
Перелом плечевой кости с формированием костной мозоли

Ко́стная мозо́ль (лат. callus) — структура, образующаяся в ходе регенерации костной ткани после нарушения целостности кости при нормальном течении процесса заживления перелома; она представляет собой соединительную ткань, образующуюся в месте перелома.
Вначале образуется соединительнотканная провизорная мозоль, к концу первой недели образуется остеоидная ткань, которая превращается либо непосредственно в костную, либо сначала в хрящевую, а затем в костную. Мозоль возникает из костеобразующих клеток надкостницы и эндоста. Образование костной мозоли играет важную роль в процессе срастания поврежденной кости. Костная мозоль, представляющая на рентгенограмме слегка затемненную область, в конце концов кальцифицируется и моделируется.
Костная мозоль перестраивается в нормальную кость примерно за один год.